# مرد یخین می‌آید
مرد یخین می‌آید (انگلیسی: The Iceman Cometh) نمایشنامه‌ای نوشتهٔ یوجین اونیل است. این نمایشنامه در سال ۱۹۳۹ نوشته شد و در سال ۱۹۴۶ منتشر گردید.